# NGC 2419
NGC 2419, (noto anche come C 25), è un ammasso globulare visibile nella costellazione della Lince.
Si trova ad una distanza di circa 300.000 anni luce (84,2 kpc) dal Centro galattico, e poco meno dal Sole. Pur trovandosi a una distanza assimilabile alle Nubi di Magellano, NGC 2419 segue in realtà un'orbita eccentrica intorno al nucleo della Via Lattea che completa in circa 3 miliardi di anni. Per tale caratteristica è stato soprannominato "Vagabondo Intergalattico". Pur non essendo intrinsecamente più luminoso di altri ammassi globulari della Via Lattea, per un gioco di prospettiva, dalla Galassia di Andromeda potrebbe apparire come il più grande e il più luminoso. 
Ritenuto un possibile nucleo di un'antica galassia satellite spogliata marealmente dalla Via Lattea, analisi successive sulla popolazione stellare, hanno sfavorito tale interpretazione. Questo globulare risulta essere, infatti, composto da due popolazioni separate di stelle giganti rosse, una delle quali è insolitamente ricca di elio, prevalentemente al centro dell'ammasso. NGC 2419 ha molte 'blue straggler' e un ramo orizzontale ben popolato che si estende dalle stelle RR Lyrae fino a una coda estremamente blu che termina con il "gancio blu". Il ramo della giganti rosse (RGB) è stretto, escludendo significativa dispersione di metallicità.